# 草綠色鏈球菌
草綠色鏈球菌（英文：Viridans streptococci ），是鏈球菌屬底下的一群細菌，是人體重要的正常菌叢之一，主要分布於口腔、呼吸道，腸胃道、女性生殖道等部位。
草綠色鏈球菌是感染性心內膜主要病原菌，可能造成心內膜炎、腦膜炎。也可能造成心包炎、肺炎、腹膜炎、中耳炎、鼻竇炎、壞死性筋膜炎等疾病。

## 外部連結
- 微生物免疫學-bacteria(細菌)-Viridans group streptococci(草綠色鏈球菌)  （页面存档备份，存于）